# SpaceX CRS-27
SpaceX CRS-27 — 27-я миссия снабжения для беспилотного грузового корабля Dragon 2 компании SpaceX к Международной космической станции в рамках второй фазы контракта Commercial Resupply Services (CRS) с NASA.

## Запуск
Запуск корабля ракетой-носителем Falcon 9 со стартового комплекса LC-39A Космического центра Кеннеди произведён 15 марта 2023 года в 00:30 UTC.

## Сближение и стыковка
Стыковка с зенитным переходником модуля «Гармония» состоялась 16 марта 2023, 11:31 UTC в автоматическом режиме под контролем астронавта NASA Уоррена Хобурга

## Отстыковка и возвращение
Отстыковка от МКС выполнена 15 апреля 2023 года в 11:05 UTC. Посадка состоялась 15 апреля 2023, 20:58 UTC в Мексиканском заливе на побережье Флориды.

## Полезная нагрузка
Корабль доставил на МКС 2852 кг, включая:
- Оборудование для научных исследований: 1200 кг
- Провизия и снаряжение для экипажа: 910 кг
- Оборудование для станции: 540 кг
- Оборудование для выхода в открытый космос: 170 кг
- Компьютерное оборудование: 30 кг
- Внешняя полезная нагрузка: 530 кг